# Spirembolus mendax
Spirembolus mendax är en spindelart som beskrevs av Alfred Frank Millidge 1980. Spirembolus mendax ingår i släktet Spirembolus och familjen täckvävarspindlar. Inga underarter finns listade i Catalogue of Life.